# Silici policristalí a baixa temperatura
El silici policristalí de baixa temperatura (LTPS) és silici policristalí que s'ha sintetitzat a temperatures relativament baixes (~650°C i inferiors). L'LTPS és important per a les indústries de visualització, ja que l'ús de grans panells de vidre prohibeix l'exposició a altes temperatures deformatives. Més concretament, l'ús de silici policristalí en transistors de pel·lícula fina (LTPS-TFT) té un gran potencial per a la producció a gran escala de dispositius electrònics com pantalles LCD de pantalla plana o sensors d'imatge.
LTPS és silici policristalí que s'ha sintetitzat a ~ 650°C i inferiors, en comparació amb els mètodes tradicionals (per sobre de 900°C).

## Desenvolupament de silici policristalí
El silici policristalí (p-Si) és una forma pura i conductora de l'element compost per molts cristal·lits, o grans de xarxa cristal·lina altament ordenada. El 1984, els estudis van demostrar que el silici amorf (a-Si) és un excel·lent precursor per formar pel·lícules de p-Si amb estructures estables i baixa rugositat superficial. La pel·lícula de silici es sintetitza mitjançant deposició de vapor químic a baixa pressió (LPCVD) per minimitzar la rugositat superficial. Primer, el silici amorf es diposita entre 560 i 640°C. A continuació, es recuita tèrmicament (recristal·litza) a 950–1000°C. Començant amb la pel·lícula amorfa, en lloc de dipositar directament cristalls, es produeix un producte amb una estructura superior i una suavitat desitjada. L'any 1988, els investigadors van descobrir que reduir encara més la temperatura durant el recuit, juntament amb la deposició de vapor química millorada amb plasma (PECVD), podria facilitar graus encara més elevats de conductivitat. Aquestes tècniques han afectat profundament les indústries de la microelectrònica, la fotovoltaica i la millora de la pantalla.

## Ús en pantalles de cristall líquid

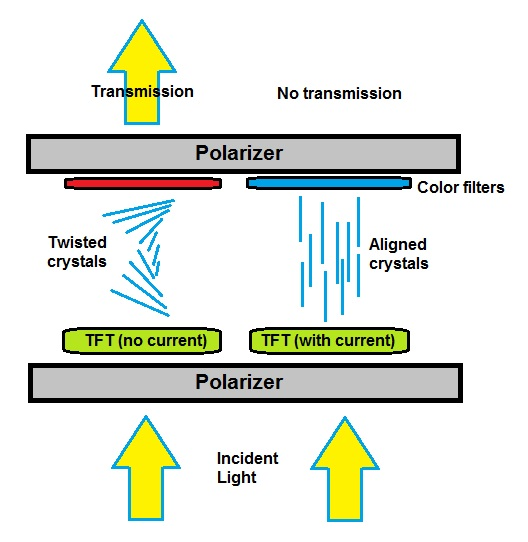
Esquema de la pantalla de cristall líquid. Quan s'aplica corrent al transistor, els cristalls líquids s'alineen i ja no giren la llum polaritzada incident. Això resulta en cap transmissió a través del segon polaritzador, creant un píxel fosc.

Els TFT de silici amorf s'han utilitzat àmpliament en panells plans de pantalla de cristall líquid (LCD) perquè es poden muntar en circuits de controlador d'alta corrent complexos. Els elèctrodes amorfs Si-TFT condueixen l'alineació dels cristalls a les LCD. L'evolució dels LTPS-TFT pot tenir molts avantatges, com ara una resolució més alta del dispositiu, una temperatura de síntesi més baixa i un preu reduït dels substrats essencials. Tanmateix, els LTPS-TFT també tenen diversos inconvenients. Per exemple, l'àrea de TFT en els dispositius tradicionals a-Si és gran, donant lloc a una petita relació d'obertura (la quantitat d'àrea que no està bloquejada per la TFT opaca i, per tant, admet llum). La incompatibilitat de diferents relacions d'obertura impedeix que els circuits i controladors complexos basats en LTPS s'integrin en material a-Si. A més, la qualitat de l'LTPS disminueix amb el temps a causa d'un augment de la temperatura en encendre el transistor, que degrada la pel·lícula trencant els enllaços Si-H del material. Això faria que el dispositiu patís avaria de drenatge i fuites de corrent, sobretot en transistors petits i prims, que dissipen malament la calor.

## Processament per recuit làser

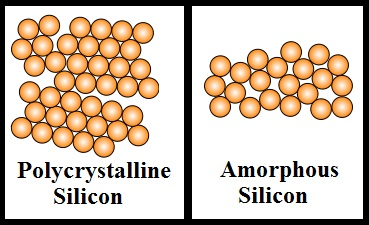
Mentre que el silici amorf no té estructura cristal·lina, el silici policristalí consta de diversos cristal·lits o grans, cadascun dels quals té una xarxa organitzada.

XeCl Excimer-Laser Annealing (ELA) és el primer mètode clau per produir p-Si fonent material a-Si mitjançant irradiació làser. La contrapartida de l'a-Si, el silici policristalí, que es pot sintetitzar a partir de silici amorf mitjançant determinats procediments, té diversos avantatges respecte a l'a-Si TFT àmpliament utilitzat:
1. Alta taxa de mobilitat d'electrons;
2. Alta resolució i relació d'obertura;
3. Disponible per a una alta integració de circuits.

XeCl-ELA aconsegueix cristal·litzar a-Si (el gruix oscil·la entre 500 i 10000Å) en p-Si sense escalfar els substrats. La forma policristalina té grans més grans que ofereixen una millor mobilitat per als TFT a causa de la dispersió reduïda dels límits del gra. Aquesta tècnica condueix a la integració reeixida de circuits complicats en pantalles LCD.

## Desenvolupament de dispositius LTPS-TFT

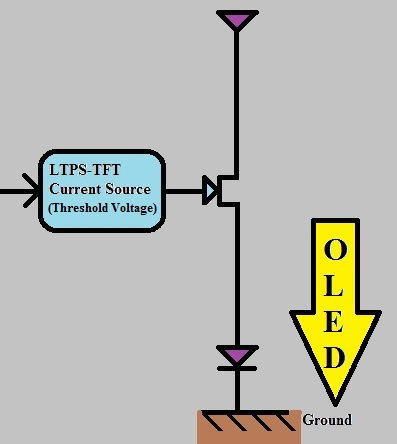
Esquema de LTPS-TFT que s'utilitza per conduir un OLED

A part de la millora dels mateixos TFT, l'aplicació reeixida de LTPS a pantalles gràfiques també depèn de circuits innovadors. Una tècnica recent implica un circuit de píxels en què el corrent de sortida del transistor és independent de la tensió llindar, produint així una brillantor uniforme. LTPS-TFT s'utilitza habitualment per conduir pantalles OLED perquè té una alta resolució i allotjament per a panells grans. Tanmateix, les variacions en l'estructura LTPS donarien lloc a una tensió de llindar no uniforme per als senyals i una brillantor no uniforme mitjançant circuits tradicionals. El nou circuit de píxels inclou quatre TFT de tipus n, un TFT de tipus p, un condensador i un element de control per controlar la resolució de la imatge. Millorar el rendiment i la microlitografia dels TFT és important per avançar en els OLED de matriu activa LTPS.
Aquestes moltes tècniques importants han permès que la mobilitat de la pel·lícula cristal·lina arribi fins a 13 cm2/Vs, i han ajudat a produir en massa LED i LCD més de 500 ppi en resolució.
| Característic              | Si amorf      | Si policristalí      |
| -------------------------- | ------------- | -------------------- |
| Mobilitat (cm^2 /(V*s))    | 0,5           | >500                 |
| Mètode de deposició        | PECVD         | ELA                  |
| Temperatura de deposició   | 350°C         | 600°C                |
| Integració de controladors | Només parcial | Sistema sobre vidre  |
| Resolució                  | Baixa         | > 500 ppi            |
| Cost                       | Baix          | Relativament més alt |

## LTPO
L'òxid policristalí de baixa temperatura (LTPO) és un tipus de tecnologia de placa posterior de la pantalla OLED desenvolupada per Apple que combina TFT LTPS i TFT d'òxid (òxid de zinc d'indi gal·li o IGZO). A LTPO, els circuits de commutació utilitzen LTPS mentre que els TFT de conducció utilitzen materials IGZO. LTPO permet un ús més eficient de l'energia mitjançant l'ajust dinàmic de la freqüència de refresc de la pantalla en funció del contingut que es mostra. Això vol dir que la pantalla pot funcionar a una freqüència d'actualització baixa quan es mostren imatges estàtiques o text, però pot augmentar a una freqüència d'actualització més alta quan es mostren contingut dinàmic com ara vídeos o jocs. Les pantalles LTPO són conegudes per la durada de la bateria millorada i es poden trobar en alguns telèfons intel·ligents, rellotges intel·ligents i altres dispositius mòbils.
Tot i que la tecnologia bàsica de LTPO és desenvolupada per Apple, Samsung també té la seva tecnologia patentada per als panells LTPO AMOLED que utilitzen una combinació de TFT LTPS i òxid híbrid i silici policristalí (HOP).